# Bulbophyllum acropogon
Bulbophyllum acropogon là một loài phong lan thuộc chi Bulbophyllum.